# Fonroque
 Fonroque  (en occitano Font Ròca) es una población y comuna francesa, situada en la región de Aquitania, departamento de Dordoña, en el distrito de Bergerac y cantón de Eymet.

## Demografía
| 260 | 248 | 241 | 223 | 212 | 240 |
| Para los censos de 1962 a 1999 la población legal corresponde a la población sin duplicidades (Fuente: INSEE [Consultar]) |     |     |     |     |     |